# Roccaporena
Roccaporena is een plaats (frazione) in de Italiaanse gemeente Cascia.